# Gordon Atkinson
Gordon Atkinson, né à Winnipeg (Manitoba) le 24 août 1922 et mort le  13 janvier 2006 à Montréal, est un homme politique canadien. Il était le député du Parti Égalité de Notre-Dame-de-Grâce de 1989 à 1994.

## Biographie
Gordon Atkinson naît en août 1922 de l'union de William James Atkinson, officier des Forces armées canadiennes, et de Martha Kathleen Johnson.
Il devient annonceur à la radio en 1937 mais quitte son emploi pour servir comme lieutenant d'infanterie lors de Seconde Guerre mondiale. Il travaille ensuite dans le milieu culturel - télévision, radio, théâtre, cinéma - de 1946 à 1950 mais reprend l'uniforme pour servir lors de la Guerre de Corée. De retour au Canada il enseigne les techniques de réalisation à la Canadian Broadcasting Corporation (CBC) à Toronto en 1952 puis revient à Winipeg afin d'encadrer la création et l'implantation d'une politique de programmation pour CBC dans l'Ouest canadien. 
Il arrive au Québec en 1953 comme réalisateur et commentateur pour la télévision à Montréal en 1953 et en 1954. De 1956 à 1957 il fait ses premiers pas en politique en devenant conseiller du premier ministre canadien de l'époque, le libéral Louis Saint-Laurent. 
Implanté dans la communauté anglophone de Montréal il est commentateur mondain et chroniqueur politique sur la radio CJAD de 1981 à 1989. De 1984 à 1989 il est président de la Conférence sur le vieillissement à Montréal et il est président honoraire de la section 95 de la Légion royale canadienne. 
Il est récipiendaire de plusieurs prix professionnels et militaires. Ainsi, il reçoit le prix de l'ACTRA de Montréal à trois reprises (1974, 1976 et 1977), est fait chevalier de l'Ordre militaire et hospitalier de Saint-Lazare-de-Jérusalem en 1984 et reçoit le Prix national de la radio en 1988, dans la catégorie du meilleur commentaire.
Choqué par la politique linguistique du gouvernement Bourassa, il rejoint le Parti Égalité et en porte les couleurs dans Notre-Dame-de-Grâce lors de l'élection générale 1989. Il obtient 43,03 % et défait par 2090 voix Harold P. Thuringer, député libéral sortant (35,3 %). Il entre alors à l'Assemblée nationale avec quatre autres députés de son parti. Cependant des dissensions internes éclatent très vite et Gordon Atkinson quitte le parti le 29 mars 1994 pour siéger comme député indépendant. Il se représente en candidat indépendant lors de l'élection générale de 1994 mais est largement battu par le libéral Russel Copeman, qui obtient 73,08 % contre 5,48% au député sortant. Tous les députés du Parti Égalité élus en 1989 sont battus et le parti n'en fera plus élire aucun.
Fédéraliste convaincu, il est aide de camp honoraire des lieutenants-gouverneurs Martial Asselin et Lise Thibault de 1995 à début 1997.
Il est mort à Montréal le 13 janvier 2006, à l'âge de 83 ans et 5 mois, et est inhumé au cimetière Mont-Royal, à Outremont.